# 大豹耳螺
大豹耳螺（学名：Pythia pachyodon），又名厚皮耳螺，是原始有肺目耳螺科扁耳螺属的一种。分佈於從日本到菲律賓的近岸海域，包括台湾蘭嶼，常栖息在潮间带岩礁。
本物種有兩個亞種，分別為：
- Pythia pachyodon pachyodon：體長15-25 mm[3][4]
- Pythia pachyodon aegialitis：分佈於琉球群島[5][4]。